# Takifugu vermicularis
Takifugu vermicularis е вид лъчеперка от семейство Tetraodontidae. Видът е почти застрашен от изчезване.

## Разпространение и местообитание
Разпространен е в Китай, Провинции в КНР, Северна Корея, Тайван, Южна Корея и Япония.
Обитава океани и морета.

## Описание
На дължина достигат до 30 cm.